# Hlušice (zámek)
Zámek Hlušice se nachází v okrese Hradec Králové na severovýchodním okraji obce Hlušice, asi 7 km od Nového Bydžova. Patrová novogotická budova, majetek rodiny Černínů, je dobře viditelná ze silnice vedoucí na Janovice. Od roku 1964 je kulturní památkou.

## Historie
Podle archeologických nálezů byla lokalita obce Hlušice osídlena již v mladší době kamenné; první písemný záznam o obci pochází z roku 1322. Renesanční tvrz tu postavil Albrecht Kapoun ze Svojkova, v letech 1557 až 1569 purkrabí Pražského hradu a později purkrabí Hradeckého kraje. Tvrz byla poškozena v třicetileté válce. Po Kapounech vlastnili Hlušice krátce Kinští, pak Valdštejnové a od roku 1730 Martinicové, za nichž na přelomu 17. a 18. století vznikl v Hlušicích raně barokní zámek, pravděpodobně přestavbou zchátralé kapounovské tvrze. Roku 1743 koupili Hlušice Colloredové, kteří v roce 1749 nechali v zámeckém parku postavit barokní kapli sv. Barbory. Za války o bavorské dědictví v roce 1778 údajně v tehdejším zámku bydlil po šest týdnů císař Josef II. Zámek byl pro zchátralost v roce 1789 zbořen.
Roku 1834 koupil hlušické panství zámožný pražský měšťan Martin Waagner; jeho syn Jakub pak jihovýchodně od zbořeného starého zámku nechal postavit v Hlušicích roku 1852 nový novogotický zámek, který navrhl architekt Eduard Halla (rodina Waagnerů později v roce 1876 získala šlechtický titul a predikát z Wallernstädtu). V roce 1899 koupili hlušický velkostatek po zemřelém Arturu Waagnerovi Czerninové z Chudenic. Zámecká kaple sv. Barbory byla v letech 1903 a 1904 opravena a přeměněna na nynější kostel sv. Václava a sv. Barbory.
Po zatčení a smrti Humprechta Czernina (1909–1944) za protektorátu byl zámek zabaven, do majetku rodiny Czerninů byl navrácen po roce 1989. Využívá ho Střední škola technická a řemeslná jako odborné učiliště.

## Popis
Zámek je jednopatrová budova obdélníkového půdorysu, v podstatě symetrická s centrálním zapuštěným rizalitem, který je zakončený strmým štítem s hodinovým ciferníkem. Sedlová střecha obou bočních stran má zděné stupňovité štíty, na bočních průčelích jsou trojboké rizality. Na jihovýchodním nároží je polygonální věžička. Fasáda je provedena v okrové barvě s bílými doplňky, její horní okraj připomíná cimbuří.
Původní novogotická architektura je částečně znehodnocena dodatečnými úpravami. V obou bočních štítech byla proražena trojdílná okna a na zámeckou budovu jsou po stranách napojeny poměrně rozlehlé novodobé přístavby: na severní straně přízemní a na jižní straně vyšší patrová.
Kostel vzdálený asi 50 m od východní strany zámku je jednoduchá obdélná stavba se zaoblenými nárožími a štítovým průčelím.
Zámek i kostel byly původně situovány v jihozápadním rohu anglického parku, na který navazovala obora a bažantnice. Areál parku byl ale rozrušen novodobými přístavbami.